# بینتسن
بینتسن (به آلمانی: Binzen) یک شهر در آلمان است که در لوراخ واقع شده‌است. بینتسن ۲٬۸۷۸ نفر جمعیت دارد.